# Google Chrome Frame
Google Chrome Frame — дополнение с открытым исходным кодом, предназначенное для браузера Internet Explorer. Поддержка дополнения прекратилась с 25 Февраля 2014 года.

## Описание
Дополнение работает с Internet Explorer 6, 7, 8, 9 и позволяет отображать страницы в Internet Explorer так, как они выглядели бы в браузере Google Chrome (с использованием движка WebKit и движка V8 для выполнения JavaScript). Это возможно благодаря тому, что дополнение позволяет использовать в браузере ядро Chromium. Как показал тест журнала Computer World, JavaScript в Internet Explorer выполняется в 10 раз быстрее с этим дополнением.
Разработка дополнения была необходима для работы в Internet Explorer сервиса Google Wave, требующего поддержки HTML5.

## Безопасность
Microsoft сделала заявление, в котором предостерегла пользователей от установки Google Chrome Frame. В корпорации полагают, что это может быть небезопасно. Отчасти это обусловлено реализацией модели расширений в Internet Explorer, отчасти — возможными уязвимостями в самом Chromium. Данное заявление было опровергнуто Google, где утверждают, что Chrome Frame сделает браузер Microsoft более безопасным.